# 전기 철조망

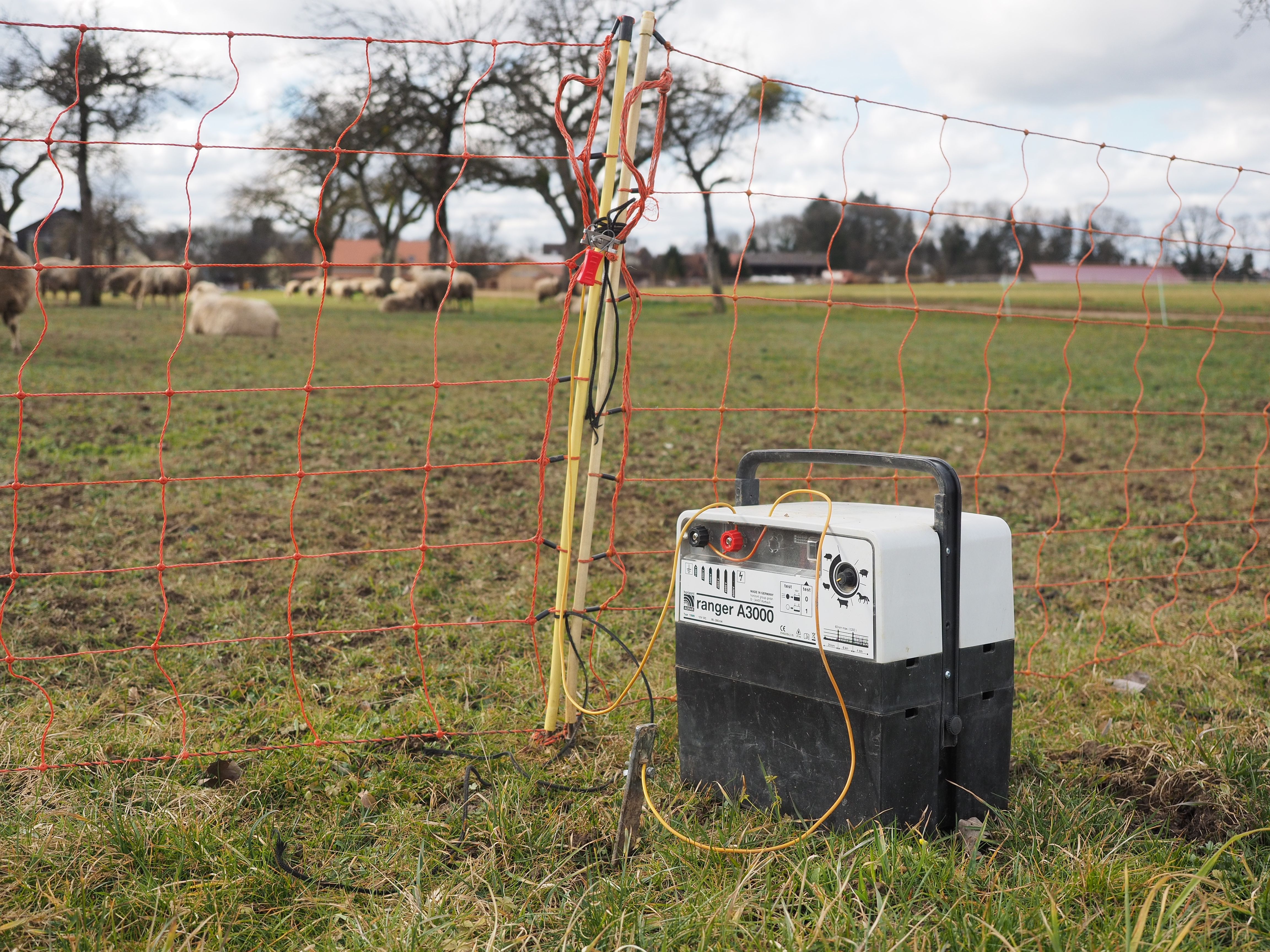
교류-직류 혼합 울타리 충전기

전기 철조망(electric fence)은 전기 쇼크를 사용하여 사람과 다른 동물이 경계를 넘지 못하도록 막는 장벽이다. 대부분의 전기 철조망은 농업 목적과 다른 비인간 동물 통제에 사용된다. 또한 군사 시설이나 교도소와 같은 고보안 구역을 보호하는 데 흔히 사용되며, 여기서는 치명적일 수 있는 전압이 인가될 수 있다. GPS 기술을 사용하는 가축용 가상 전기 철조망도 개발되었다.

## 설계 및 기능

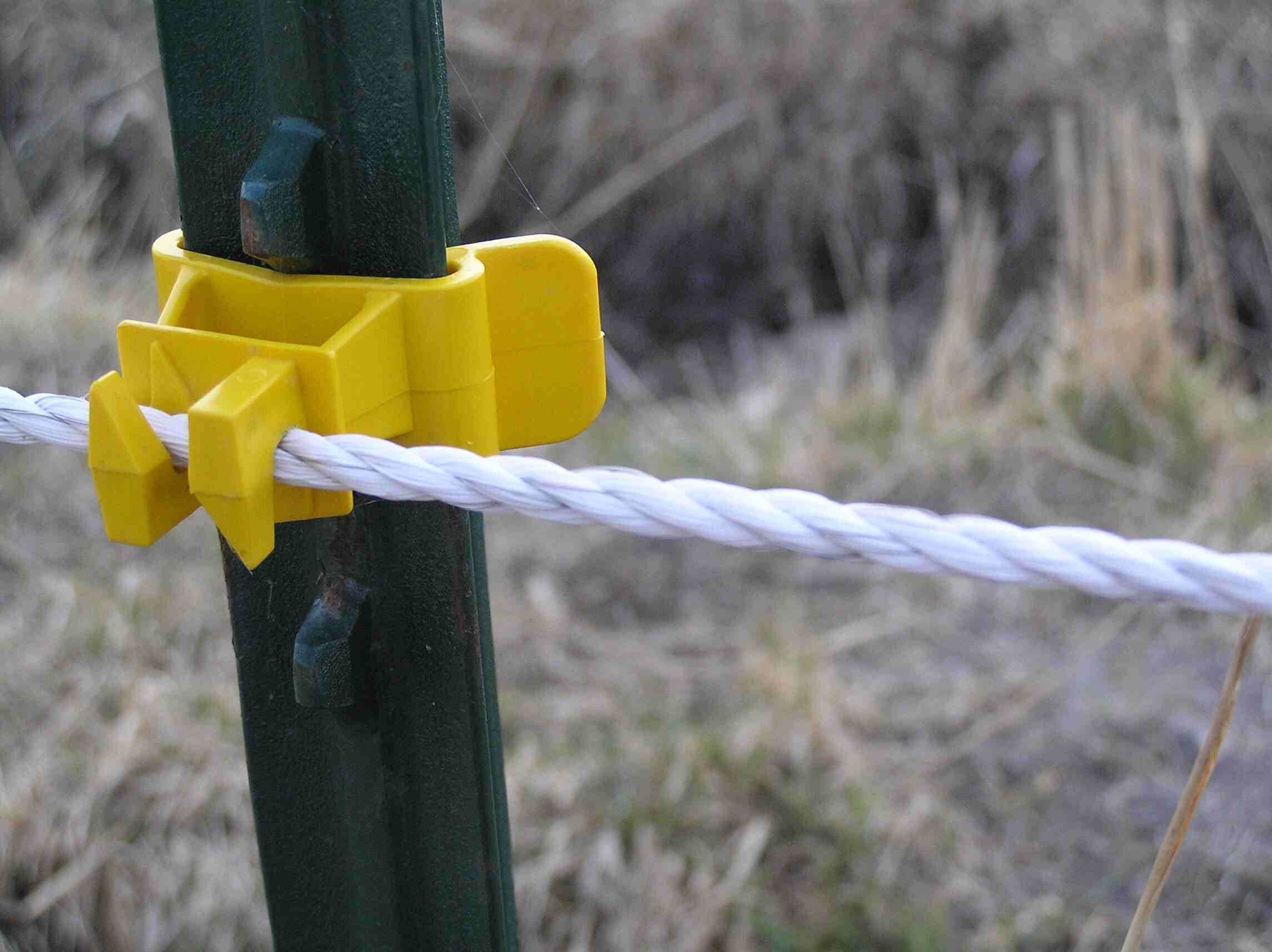
금속이 짜여진 합성 코드 전기 철조망 재료의 상세 모습. 강철 울타리 기둥에 플라스틱 절연체로 부착되어 있다. 이 재료는 철사보다 눈에 잘 띄지만, 대부분 임시 울타리로 사용된다.

전기 철조망은 동물이나 사람이 경계를 넘으려 할 때 충격을 주도록 설계되었다. 파워 에너지라이저(power energiser)라고 불리는 부품은 전력을 짧은 고전압 펄스로 변환한다. 파워 에너지라이저의 한 단자는 연결된 나선형 철사에 약 1초에 한 번씩 전기 펄스를 방출한다. 다른 단자는 접지봉이라고 불리는 땅에 박힌 금속 막대에 연결된다. 펄스가 발생할 때 철사와 땅을 동시에 만지는 동물은 전기 회로를 완성하고 펄스를 전도하여 감전을 일으킨다. 충격의 영향은 전압, 펄스 에너지, 수용자와 울타리 및 땅 사이의 접촉 정도, 전류가 몸을 통과하는 경로에 따라 달라지며, 충격의 심각성은 거의 감지되지 않는 수준부터 치명적인 수준까지 크게 달라질 수 있다.

### 울타리 에너지라이저
대부분의 현대식 전기 철조망은 고정된 시간 간격으로 고전압 펄스를 방출하거나 전압 증폭기를 사용하여 충격 후 재충전할 때를 제외하고 울타리에 지속적으로 가해지는 고전압을 저장한다.
울타리가 설치된 지역과 위치의 원격성에 따라 울타리 에너지라이저는 영구 전기 회로에 연결되거나 납 축전지 또는 건전지 또는 태양 전지판으로 충전되는 소형 배터리로 작동될 수 있다. 양호한 상태의 울타리 전력 소비는 낮으므로, 수백 미터의 울타리에 전력을 공급하는 납 축전지는 한 번 충전으로 몇 주 동안 지속될 수 있다. 특정 에너지라이저는 여러 전원에서 전력을 공급받을 수도 있다. 단기간 사용의 경우, 건전지가 사용될 수 있다.
초기 교류 (AC) 울타리 충전기는 변압기와 기계식 스위치를 사용하여 전기 펄스를 생성했다. 펄스는 넓고 전압은 예측할 수 없었으며, 무부하 피크는 10,000 볼트를 초과했고 울타리 누전이 증가함에 따라 전압이 급격히 떨어져 스위치 메커니즘이 고장 날 위험이 있었다. 이후 시스템은 스위치를 솔리드 스테이트 회로로 교체했다. 이 회로는 수명은 향상되었지만 펄스 폭이나 전압 제어는 변하지 않았다.
"잡초 제거" 울타리 충전기는 한때 인기가 있었으며, 울타리에 닿는 잡초를 파괴할 수 있는 더 긴 출력 펄스를 특징으로 했다. 건조한 날씨에 사용될 경우 많은 들불의 원인이 되었다. 여전히 사용 가능하지만, 인기는 감소했다.

### 울타리 재료
철선은 전기 철조망에 가장 흔히 사용되는 재료로, 단일 라인으로 사용되는 가는 선부터 더 두꺼운 고장력(HT) 선까지 다양하다. 드물게는 직조선이나 유자철선 울타리에 전기가 통하게 할 수도 있지만, 이러한 방식은 특히 동물이 울타리 재료에 걸려 전기 유자철선이 일부 지역에서 불법이 되는 등 더 위험한 울타리를 만든다. 가는 전도성 선(일반적으로 스테인리스강)으로 짜여진 합성 웨빙과 밧줄 모양의 울타리 재료는 1990년대 후반에 출시되었으며, 특히 추가적인 가시성 또는 임시 울타리가 필요한 지역에 유용하다.
전기 철조망 자체는 지구로부터 그리고 전기를 전도하고 울타리에 불을 붙이거나 단락시킬 수 있는 모든 재료로부터 절연되어야 한다. 따라서 울타리는 식물을 피해야 하며, 목재나 금속 기둥에 직접 부착할 수 없다. 일반적으로 목재 또는 금속 기둥을 땅에 박고 플라스틱 또는 도자기 절연체를 부착하거나 플라스틱 기둥을 사용한다. 그런 다음 전도성 재료를 기둥에 부착한다.

### 방책 울타리
전기가 흐르는 방책 울타리는 일반적으로 도색된 연강, 용융 아연 도금 강철, 스테인리스강 또는 알루미늄으로 만들어진다. 일반적으로 이 울타리는 2.4 미터 (7 ft 10 in) 높이이며 방책을 통해 1 헤르츠 (초당 1펄스) 주파수로 높은 전압의 전기 펄스를 보낸다.
방책 전기 철조망은 대부분의 국가에서 사용되며, 특히 울타리를 단락시킬 식물이 적거나 자동화된 보안 장비에 비해 보안 인력 비용이 높은 곳에서 주로 사용된다. 전기 펄스는 범죄자들에게 강력한 억지력을 제공하며, 방책 울타리는 일반적인 강철 케이블 전기 철조망보다 기계적으로 강하여 야생 동물, 작은 쓰러진 나무 및 산불의 충격에도 견딜 수 있다.
남아프리카 공화국의 높은 범죄율 때문에 주택에 경계 방어 시설을 설치하는 것이 일반적이다. 요하네스버그 수도권 시는 범죄자들이 울타리 뒤에 쉽게 숨을 수 없으므로 불투명한 벽(보통 벽돌)보다 방책 울타리 사용을 장려한다. 요하네스버그 수도권 시의 안전 매뉴얼은 방책 앞에 식물을 키우지 않아 범죄자들이 보이지 않는 침입을 할 수 없도록 하는 등 방책 울타리의 모범 사례와 유지 관리에 대해 설명한다.

### 가상 전기 철조망
가상 전기 철조망 시스템에서 각 동물은 GPS 장치가 부착된 목걸이를 착용하며, 이 장치는 동물이 프로그래밍된 경계에 접근할 때 먼저 가청 경고음을 내고 그 다음 충격을 주도록 설정되어 있다. 가정용 개를 통제하는 애완동물 울타리는 1973년부터 사용되었고, 가축 통제를 위한 최초의 시스템은 Peck's Invisible Fence Co.(현재 Invisible Fence Inc.)에서 1987년에 개발했다. 초기 적용 사례에는 염소와 등대풀이 포함되었다. 가상 울타리는 영국 왕립 조류 보호 협회에서 비싸고 시각적으로 방해되는 울타리 없이 야생 및 민감한 경관에서 방목을 통제하는 데 사용되었다. 이 기술을 개발한 회사로는 노르웨이의 Nofence, 호주의 Agersens (브랜드명 eShepherd), 미국의 Vence 등이 있다.
스위스나 오스트리아와 같은 많은 국가에서는 현재 동물복지에 대한 우려 때문에 가상 전기 철조망이 허용되지 않는다. 2023년과 2024년에 Venn 연구 협회와 아그로스코프의 산업 자금 지원 연구는 염소와 소에 대한 가상 전기 철조망의 효과가 전통적인 전기 철조망과 비슷하다는 것을 발견했다.

## 역사

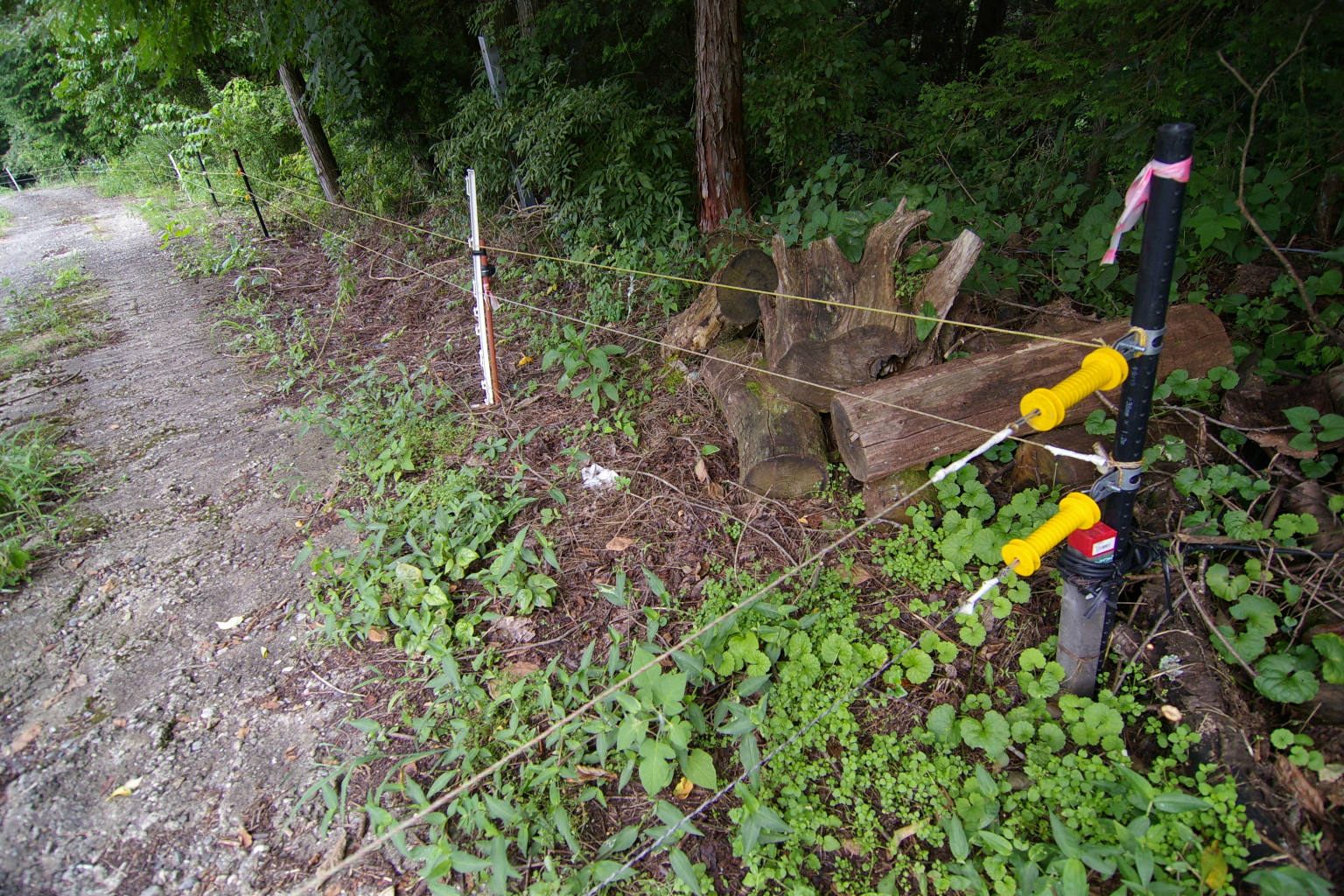
도시 환경의 전기 철조망

1832년에 처음 출판된 패니 트롤로프의 《미국인의 국내 풍습》 7장에서는 오하이오주 신시내티의 서부 박물관에 전시된 "도르푀유의 지옥"이라는 전시물을 보호하기 위해 전기 기계에 연결된 철사 배열에 대해 설명한다. 이 장치는 그녀 자신이 발명한 것이다. 1870년에 출판된 쥘 베른의 《해저 2만리》 22장에서는 "네모 선장의 번개 볼트"를 묘사한다. 즉, 구조물의 전기를 방어 무기로 사용하는 것이다. 1889년에 출판된 마크 트웨인의 소설 《아서 왕궁의 코네티컷 양키》는 방어 목적으로 전기 철조망을 사용한다.
데이비드 H. 윌슨은 1886년에 미국 특허 343,939를 획득하여 보호, 경보 벨, 전화 통신을 결합했다. 그는 1888년에 텍사스에서 물레방아로 전력을 공급받는 30마일 길이의 실험용 전기 철조망을 건설했는데, 이는 소를 분리하는 데 성공했지만 사업 벤처로는 비실용적이라고 여겨졌다.
1905년 러일 전쟁 당시 러시아군은 포트 아서에서 즉석 전기 철조망을 사용했다. 1915년 제1차 세계 대전 중 독일군은 벨기에와 네덜란드 국경을 따라 "죽음의 철조망"이라는 전기 철조망을 설치하여 사람들의 불법적인 국경 통행을 막았다. 이 철조망은 300 킬로미터 (190 mi)에 걸쳐 있었으며, 여러 가닥의 구리선으로 구성되어 유자철선으로 보강되었고 수천 볼트의 전기가 통하게 했다. 이 철조망으로 인해 약 3,000명의 인명 피해와 가축 파괴가 발생했다.
전기 철조망은 1930년대 초 미국에서 가축을 통제하는 데 사용되었으며, 전기 철조망 기술은 미국과 뉴질랜드 모두에서 발전했다.틀:Sentence fragment
가축 통제를 위한 전기 철조망의 초기 적용은 뉴질랜드의 발명가 빌 갤러거에 의해 1936년에서 1937년 사이에 개발되었다. 자동차 점화 진동 코일 세트로 만들어진 갤러거는 이 장치를 사용하여 자신의 말이 차에 긁히는 것을 막았다. 갤러거는 나중에 갤러거 그룹을 설립하여 디자인을 개선하고 마케팅했다. 1962년에 또 다른 뉴질랜드 발명가인 더그 필립스는 축전기 방전을 기반으로 한 비단락성 전기 철조망을 발명했다. 이는 전기 철조망의 사용 범위를 수백 미터에서 35 킬로미터 (22 mi)로 크게 늘리고 울타리 비용을 80% 이상 절감했다. 비단락성 전기 철조망은 필립스가 특허를 받았고 1964년에는 뉴질랜드 회사인 Plastic Products에서 "와이카토 전기 철조망"이라는 이름으로 제조되었다. 그 이후로 다양한 플라스틱 절연체가 전 세계 농장에서 사용되고 있다.
1939년까지 미국의 공공 안전 문제로 인해 언더라이터스 래버러토리스는 전기 철조망으로 인한 감전에 대한 회보를 발행했고, 이는 전기 철조망 컨트롤러에 대한 ANSI/UL 표준 No. 69로 이어졌다.
1969년 아이오와주 애덤스 카운티의 농부 로버트 B. 콕스는 개선된 전기 철조망 브래킷을 발명했으며, 1970년 6월 23일에 미국 특허 제3,516,643호를 받았다. 이 브래킷은 철사를 지면 위로 충분히 높이, 그리고 울타리로부터 충분히 떨어뜨려 철사 아래에서 자라는 풀과 잡초를 깎을 수 있도록 하여 전기 철조망을 개선했다. 브래킷은 "회전 결합" 또는 "비틀림 잠금"이라고 부를 수 있는 방식으로 기둥에 부착되었다. 브래킷, 부착된 절연체, 절연체에 부착된 전기선의 무게가 브래킷을 기둥에 고정시킨다.
전기 철조망은 수년에 걸쳐 크게 개선되었다. 개선 사항은 다음과 같다:
- 1960년대부터 도자기 절연체를 폴리에틸렌 절연체로 대체했다. 폴리에틸렌은 도자기보다 훨씬 저렴하고 덜 깨진다.
- 종종 "충전기"(미국) 또는 "울타리 장치"(영국)라고 불리는 울타리 에너지라이저의 전기 설계 개선.
- 법률 변경. 일부 사법권에서는 특정 유형의 울타리 전기 출력이 1950년대 또는 1960년대까지 불법이었다. 다른 지역에서는 표지판 요구 사항 및 기타 제한 사항으로 인해 사용 가능성이 제한되었다. 많은 미국 도시에서는 농업용 울타리가 도시로 들어오는 것을 막기 위해 전기 철조망을 금지하는 구식 법률을 계속 유지하고 있다. 예를 들어 텍사스주 휴스턴은 2008년에 전기 철조망을 금지하는 조례를 변경했다.[20]
- 1970년대 뉴질랜드와 1980년대 미국에서 고장력(HT) 강철 철조망 도입.
- 가는 전도성 선으로 짜여진 합성 웨빙 및 밧줄 모양의 울타리 재료 도입.
- 윤환 방목을 위한 이동식 단일 철조망 울타리를 만드는 데 사용되는 이동식 울타리 기둥인 텀블휠과 같은 이동식 울타리 부품 설계. 절연된 중앙 허브를 통해 울타리가 이동하는 동안에도 전력을 유지할 수 있다.

## 용도

### 농업
영구 전기 철조망은 많은 농업 지역에서 사용되는데, 이는 전기 철조망 건설이 기존 울타리보다 훨씬 저렴하고 빠르기 때문이다 (일반 철선을 사용하며, 울타리가 동물을 물리적으로 막을 필요가 없으므로 훨씬 가벼운 구조를 사용한다). 가축(특히 말)의 부상 위험은 유자철선이나 발이 엉킬 수 있는 큰 구멍이 있는 특정 유형의 직조선으로 만든 울타리보다 낮다.
단점으로는 전도선이 끊어지면 전체 울타리가 비활성화될 수 있고, 전도선이 울타리의 나머지 부분을 구성할 수 있는 비전기 구성 요소에 닿으면 합선이 발생할 수 있으며, 정전 또는 마른 식물이 전기가 통하는 전선에 닿아 화재가 발생할 위험 때문에 강제 단선될 수 있다는 점이다. 다른 단점으로는 가시성 부족과 우발적으로 울타리에 닿거나 스쳐 지나가는 동물이 감전될 수 있다는 점이 있다.
많은 울타리는 전적으로 표준 매끄러운 또는 고장력 철선으로 만들어지지만, 울타리의 가시성이 중요한 경우 특히 고품질 합성 울타리 재료도 영구 울타리의 일부로 사용되기 시작했다.
어떤 종류의 기존 농업용 울타리라도 울타리 상단 또는 전면에 부착된 절연체에 단일 전기 라인을 추가하여 강화할 수 있다. 땅에 가깝게 설치된 유사한 철선은 돼지가 다른 울타리 아래를 파고드는 것을 막는 데 사용될 수 있다. 표준 미달의 기존 울타리도 "스탠드 오프" 절연체에 설치된 단일 전기 라인을 추가하여 적절한 수리가 이루어질 때까지 일시적으로 사용할 수 있다.

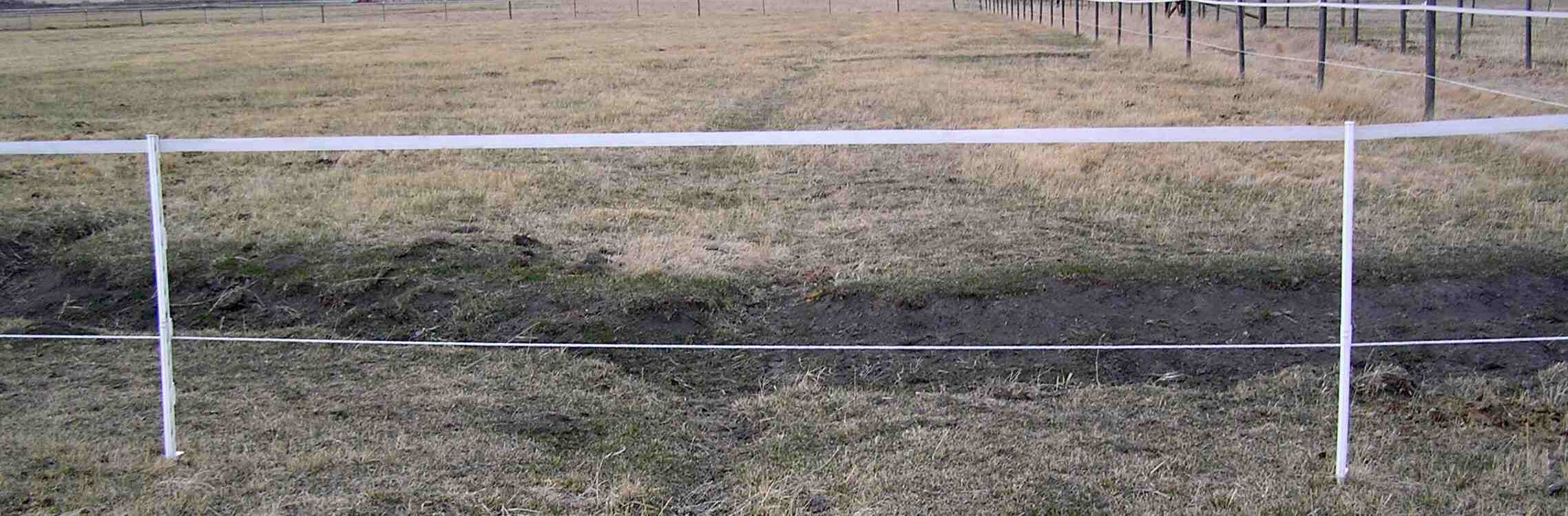
합성 재료와 약 12피트 간격으로 설치된 플라스틱 스텝인 기둥으로 만들어진 임시 전기 철조망

전기 재료는 특히 관리 집중 방목(윤환 또는 "띠" 방목이라고도 함)을 지원하기 위한 임시 울타리 건설에도 사용된다. 또한 일부 지역에서는 승마나 사냥, 지구력 승마 및 경쟁 트레일 승마와 같은 대회에서 밤새 말과 짐수레말을 가두는 데 인기가 있다. 일반적으로 하나 이상의 철선, 합성 테이프 또는 끈이 금속 또는 플라스틱 기둥에 부착되며, 이 기둥에는 발로 땅에 박을 수 있도록 말뚝이 달려 있다. 작은 지역에 손으로 조이는 전기 밧줄이나 그물망으로 된 임시 울타리의 경우, 울타리 재료가 처져 땅에 닿는 것을 막기 위해 일반적으로 12~15피트(약 4미터) 이하로 간격을 둔다. 도구를 사용하여 철선을 늘리는 더 넓은 지역에서는 울타리 재료가 처질 위험 없이 스텝인 기둥을 더 넓은 간격으로 설치할 수 있다.
임시 전기 철조망을 사용하면 넓은 지역을 단시간에 울타리로 막을 수 있다. 몇 주 또는 몇 달 동안 제자리에 둘 임시 울타리는 특히 모퉁이에서 울타리를 세워두는 데 도움이 되도록 강철 T자형 기둥(손 도구로 빠르게 박고 지렛대 장치를 사용하여 비교적 쉽게 파낼 수 있음)을 사용하여 추가 지지대를 제공할 수 있다. 매년 비슷한 방식으로 윤환 방목을 사용하는 가축 소유자는 전략적인 위치에 몇 개의 영구 목재 울타리 기둥을 영구적으로 박을 수 있다.
휴대용 울타리 에너지라이저는 배터리만으로 작동하거나 작은 태양 전지판으로 배터리가 충전되는 방식으로 임시 울타리에 사용된다. 트랙터나 전지형차에 장착된 릴 세트를 사용하여 넓은 지역에 여러 가닥의 임시 전기 철조망을 빠르게 설치하고 제거할 수 있다.
양, 가금, 그리고 다른 작은 동물들을 위해 절연 말뚝에 플라스틱 전기 그물을 설치할 수 있다. 이는 여우와 같은 일부 포식자들을 막는 데도 효과적이다.
실제로 대부분의 동물은 울타리에 닿으면 불쾌한 결과를 초래한다는 것을 알게 되면 울타리가 비활성화된 후에도 오랫동안 울타리를 피하는 경향이 있다. 그러나 일부 동물은 펄스 사이를 빠르게 울타리 아래로 달리거나 다른 개체를 울타리를 통해 밀어 넣는 방식으로 충격을 피하는 방법을 배운다. 두꺼운 양털 코트를 가진 동물(예: 양이나 하이랜드 소)은 자신들의 코트를 전기 절연체로 사용하여 울타리를 스스로 통과하는 방법을 배울 수 있다. 일부 동물은 특정 전기 철조망에서 나는 약간의 딸깍거리는 소리를 인식하여 울타리가 꺼져 있는지 감지하는 방법을 배우기도 한다.

### 야생 동물

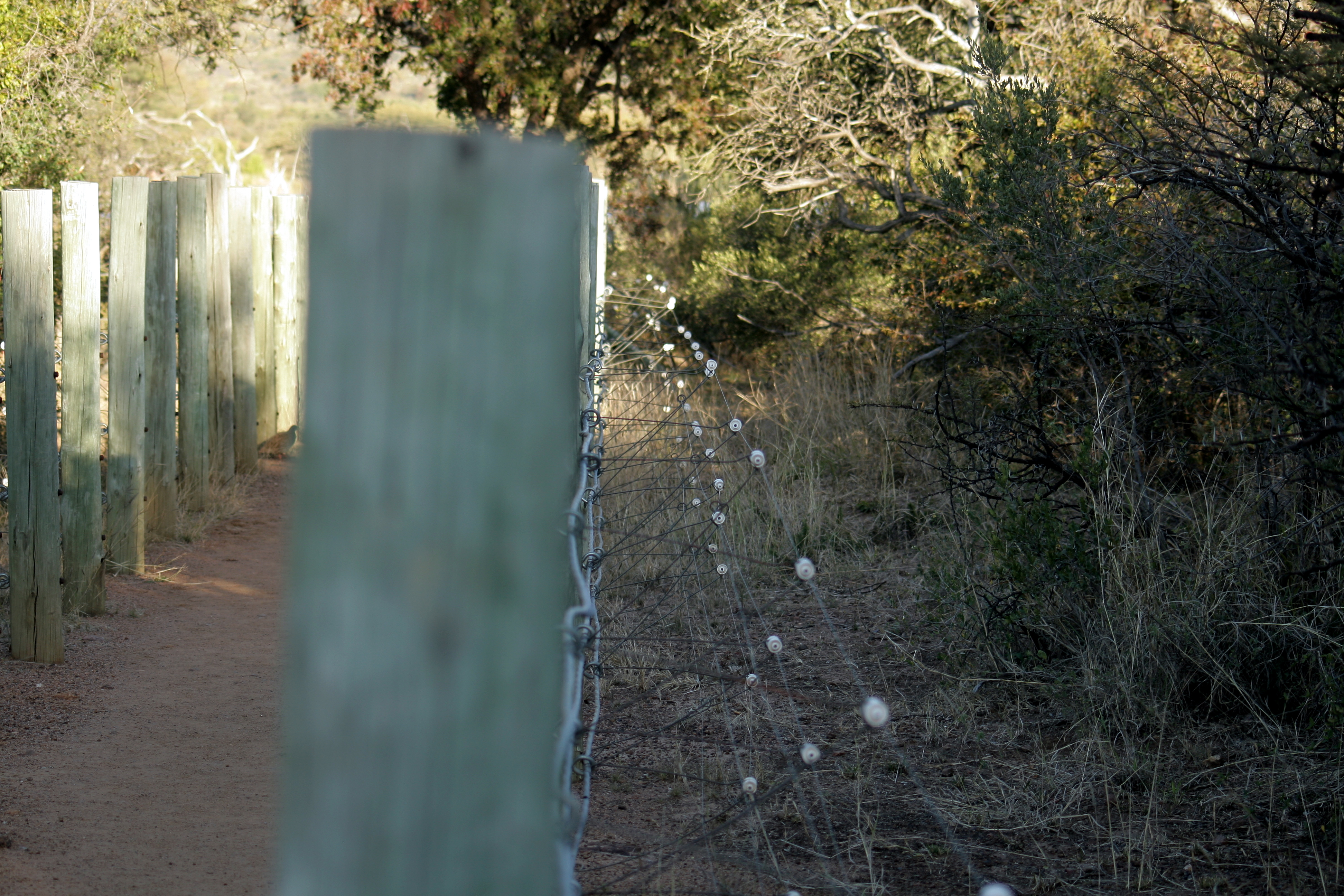
야생동물로부터 보행로를 보호하기 위한 전기 철조망. 필라네스버그 사파리 공원, 남아프리카 공화국

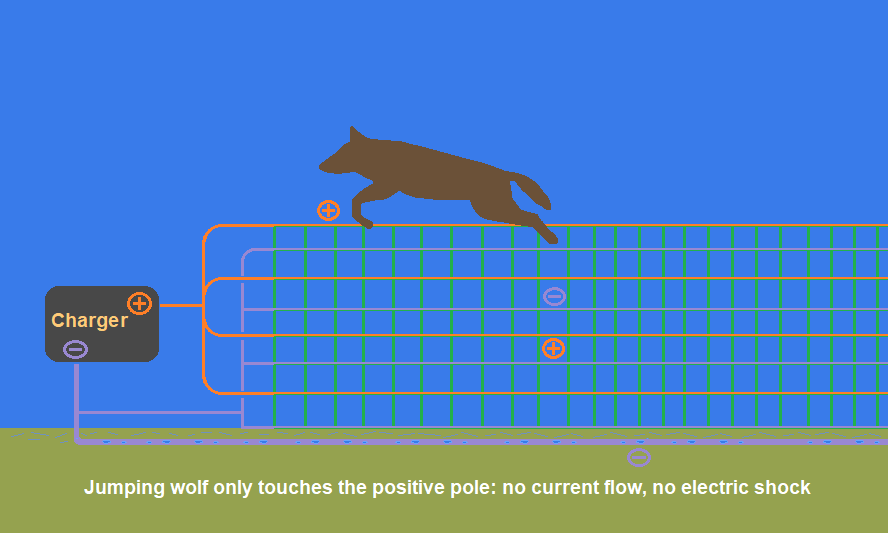
회색늑대가 양극선만 건드려 감전되지 않고 전기 철조망을 뛰어넘는 모습

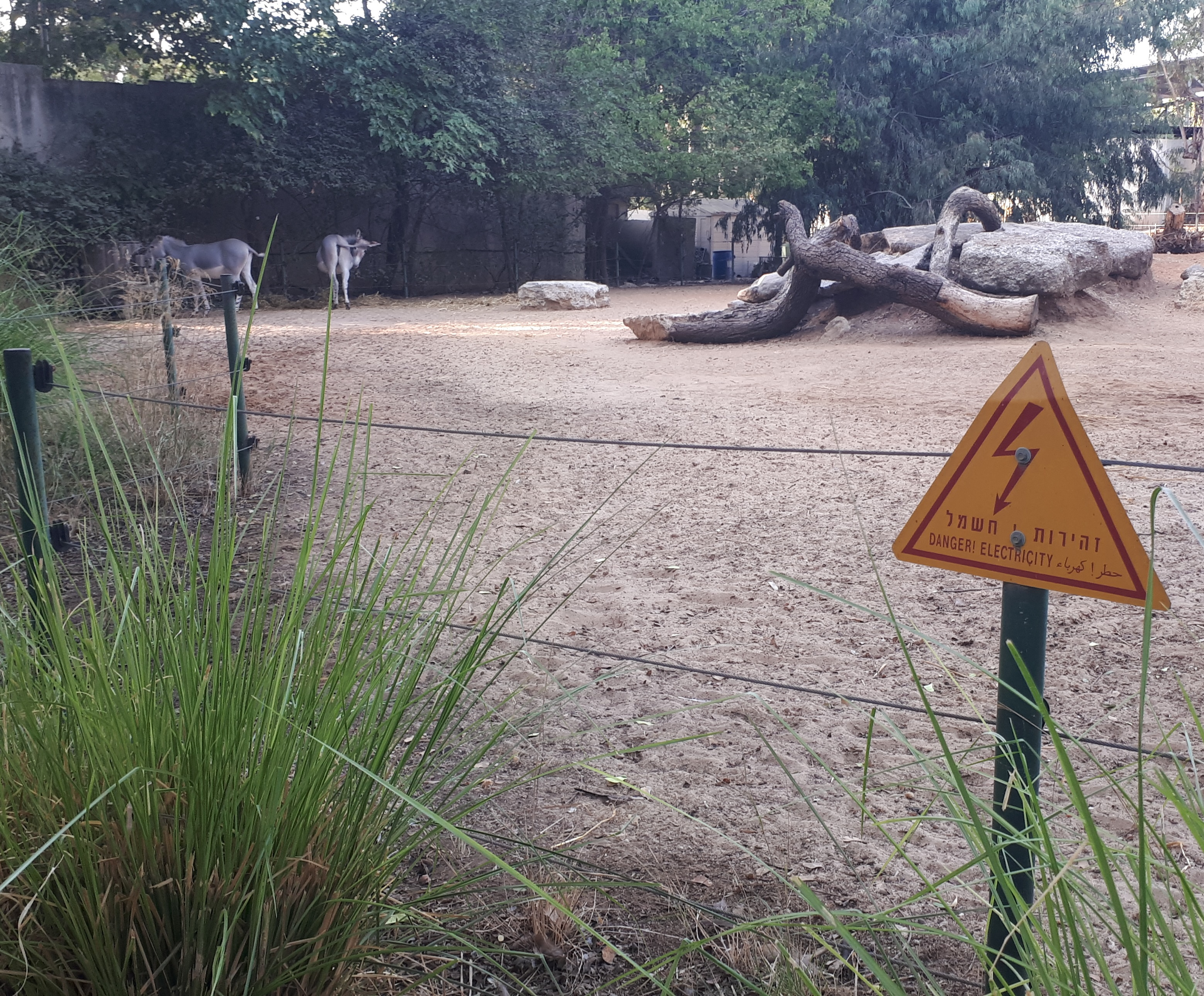
동물 우리 주위에 위험 전기 경고 표지판이 있는 전기 철조망

전기 철조망은 야생생물의 이동을 통제하는 데 유용하다. 예를 들어 사슴이 사유지에 들어오는 것을 막거나, 공항 활주로에서 동물을 쫓아내거나, 야생 멧돼지가 농작물을 약탈하는 것을 막고, 거위가 사람이 사용하는 지역을 더럽히는 것을 방지하는 데 사용된다. 전기 철조망은 아프리카와 아시아에서 코끼리나 다른 동물과 사람 간의 갈등을 줄이는 데 광범위하게 사용되어 왔다. 그러나 전기 철조망은 소규모 가축 농업에서 포식자처럼 이 울타리 아래를 파고들어 가축 우리에 침입할 수 있는 동물을 배제하는 관리 도구로 점점 더 많이 사용되고 있다. 전기가 흐르는 울타리는 또한 아프리카의 국내 가축 및 야생 동물 (사냥감) 농장 모두에서 포식자가 우리에 들어오거나 나가는 것을 막는 관리 도구로 점점 더 많이 사용되고 있다. 포식자 외의 여러 동물 종들이 이 울타리 아래를 파고들어 그 장벽을 건너기도 한다.
전기가 흐르는 울타리의 가치는 아프리카 사바나천산갑(Smutsia temminckii), 남부 아프리카비단뱀(Python natalensis), 그리고 여러 거북이 종을 포함한 여러 취약 및 멸종 위기 종에 대한 치명적인 감전 위협으로 상쇄된다.
남아프리카 공화국에서는 매년 31,500마리 이상의 파충류(주로 거북이)가 전기 철조망에서 죽는 것으로 추정된다. 사바나천산갑이 감전으로 죽는 수는 매년 377~1,028마리로 추정된다. 왕도마뱀류 (Varanus spp)와 같은 다른 종에 대한 전기 철조망의 영향은 아직 정량화되지 않았다.
천산갑은 이족보행을 하며, 뒷다리로 걷고 앞다리와 꼬리는 땅에서 뗀 채로 들어 올려 배 부분이 보호되지 않은 상태이다. 이로 인해 전기가 흐르는 울타리에서 우발적인 치명적인 감전에 특히 취약하다. 전기가 흐르는 울타리의 설계와 하단 선의 높이에 따라 천산갑의 머리나 노출된 배가 전기가 흐르는 선에 닿을 수 있다. 초기 충격은 천산갑이 공처럼 몸을 웅크리는 방어 자세를 취하게 하며, 종종 부주의하게 전기가 흐르는 선 주위로 몸을 감게 만든다.
전기가 흐르는 철선에 몸이 감긴 동물은 연속적인 충격을 받으며, 천산갑의 경우 전기가 흐르는 철선 주위로 더욱 단단히 몸을 웅크리게 된다. 반복적인 전기 펄스는 결국 천산갑을 죽인다. 즉사하지 않은 동물은 대개 노출, 탈수 또는 굶주림으로 죽는다. 전기 철조망에서 죽은 채 발견된 천산갑은 종종 표피 화상을 입는다. 이 화상은 때때로 비늘을 태워버리기도 한다. 내부 손상도 심각할 수 있다. 전기가 흐르는 철선에 몸이 감긴 채 살아있는 상태로 발견된 천산갑은 장시간 전기 전류에 노출되면 치명적인 신경 손상을 입을 수 있다. 이들은 풀려나도 결국 죽음을 맞이한다.

### 보안

#### 비치명적인 울타리

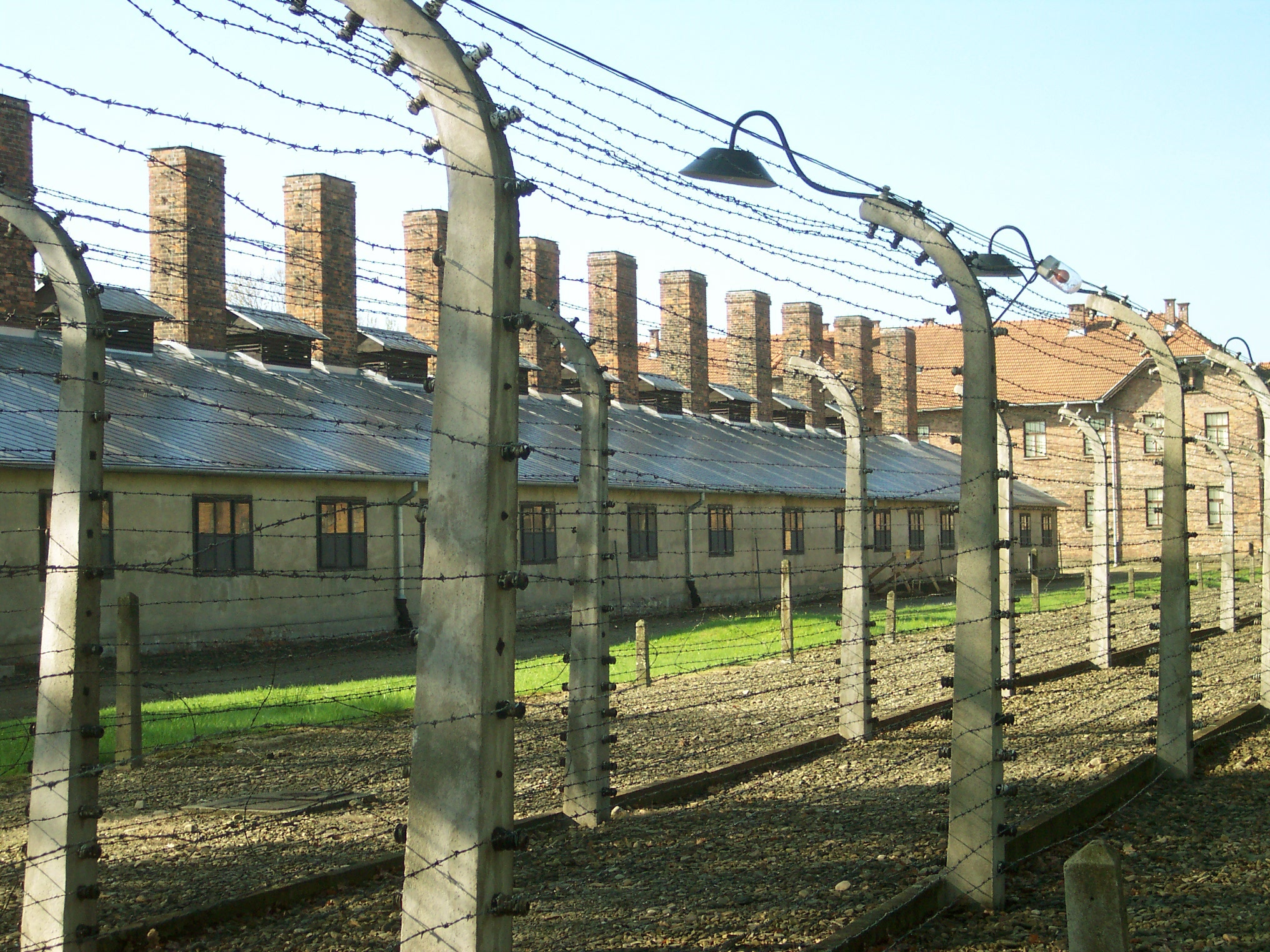
나치 강제 수용소는 아우슈비츠에 보이는 이와 같은 전기 철조망으로 둘러싸여 있었다.

보안 전기 철조망은 동물 관리가 아닌 경계 보안을 위해 특수 장비를 사용하여 구축된 전기 철조망이다. 보안 전기 철조망은 전기의 펄스를 전달하여 잠재적 침입자에게 비치명적인 충격을 주어 저지하는 전선으로 구성된다. 울타리를 건드리면 보안 전기 철조망 에너지라이저에 경보가 기록되고, 사이렌, 스트로브, 또는 통제실이나 소유자에게 이메일이나 전화로 알림이 울릴 수도 있다.
실용적인 관점에서 보안 전기 철조망은 경계 침입 감지 시스템 센서 배열의 한 종류로, 물리적 장벽, 잠재적 침입자에 대한 심리적 억지력, 그리고 보안 경보 시스템의 일부로 작동한다.

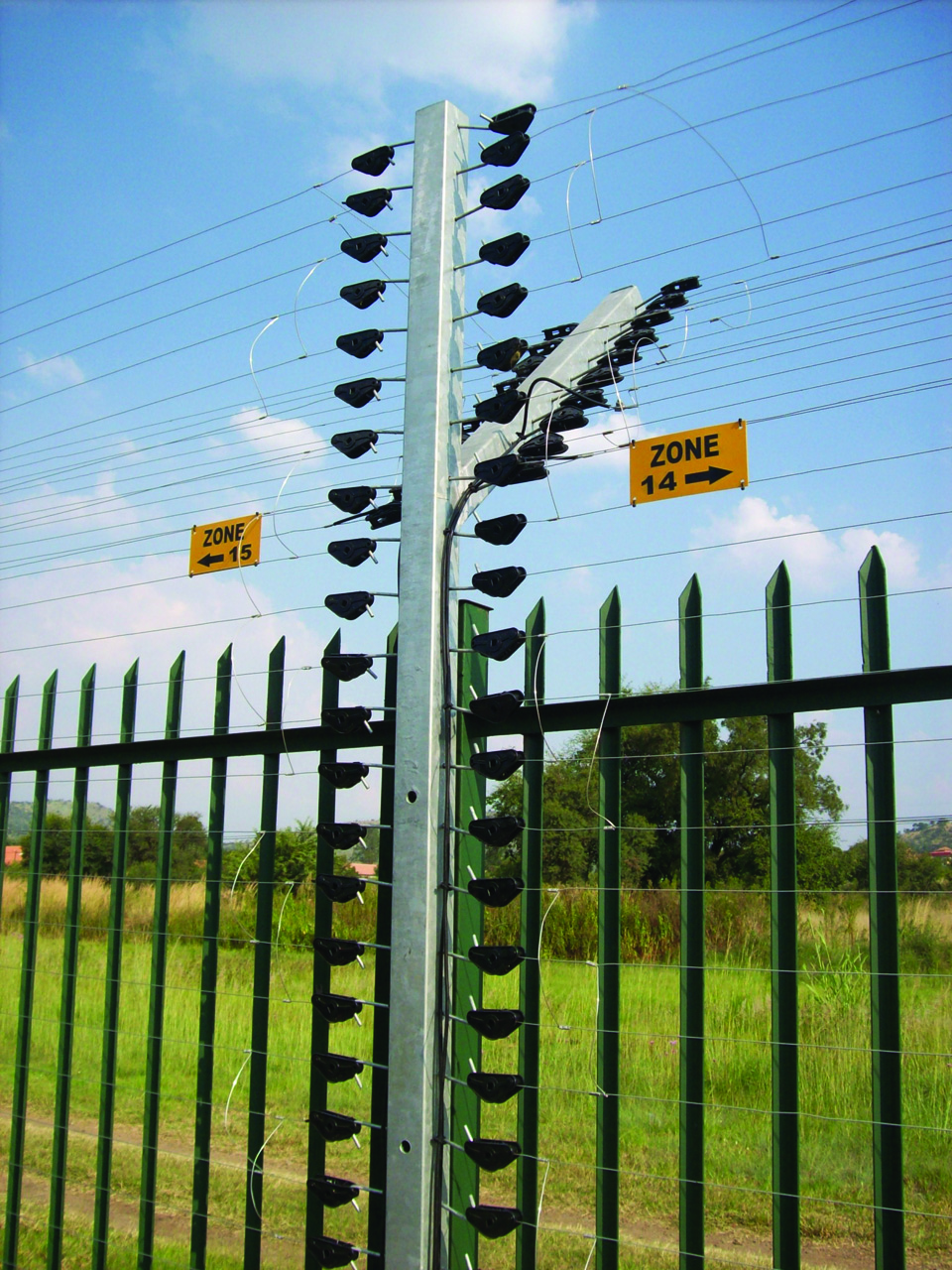
물리적 장벽과 함께 사용되는 다중 구역 보안 전기 철조망

비치명적인 전기 울타리는 사유 부지 및 정부 기관에서 무단 침입을 방지하는 데 사용된다. 여기에는 화물 운송업체, 자동차 경매장, 장비 대여 회사, 자동차 딜러, 주택 단지, 상업 공장 또는 창고, 교도소, 군사 기지 및 정부 건물이 포함된다. 이러한 전기 울타리 중 다수는 불편한 충격을 가하는 것 외에도 모니터링되는 보안 경보 시스템 역할을 한다. 전기가 흐르는 방책 울타리는 외딴 재산과 고보안 시설을 보호하는 데 사용되지만, 일부 주택 주변에도 사용된다.
건물 내부에서도 사용할 수 있으며, 예를 들어 창문이나 채광창 뒤의 격자로 사용되어 사람들이 기어 들어오는 것을 방지한다. 요트와 대형 선박에서도 해적을 막기 위해 사용되었다.
전기 철조망은 때때로 높은 건물에서의 자살 시도를 막고 낙서 및 기타 경범죄 발생을 줄이는 데 사용된다.
남아프리카 공화국의 높은 범죄율 때문에 주택에 전기 철조망과 같은 경계 방어 시설을 갖추는 것이 일반적이다. 전기가 흐르는 방책 울타리가 흔히 사용된다.
보안 전기 울타리의 종류는 다음과 같다:
피기백(Piggyback)피기백 전기 울타리는 기존의 철사 또는 망 울타리 뒤쪽에 설치되어 기존 경계 장벽에 추가적인 보안 수준을 더한다. 피기백 프로파일은 리벳이나 나사를 사용하여 기존 울타리 기둥(예: 방책 울타리의 기둥)에 고정된다. 이들은 가장 일반적으로 사용되는 보안 전기 울타리이다.
벽 상단(Wall top)벽 상단 전기 울타리는 벽돌 벽과 같은 기존 경계 장벽의 상단에 부착된다. 이들은 두 번째로 흔한 유형의 보안 전기 울타리이다.
독립형(Stand alone)독립형 전기 울타리는 유일한 경계 장벽 역할을 한다. 이 유형은 일반적으로 고보안 시설 주변의 여러 겹의 경계 보안 중 하나로 발견되며, 이는 침입자가 울타리에 닿기 위해서는 이전에 최소한 하나의 물리적 장벽을 통과해야 했음을 의미한다.

#### 스턴-치명적인 울타리
"스턴-치명적인" 전기 울타리는 한 번 만지면 치명적이지 않은 충격을 주고, 두 번째 만지면 치명적인 충격을 주도록 설정할 수 있다.
12피트 높이의 "스턴-치명적인" 울타리는 애리조나와 같은 많은 미국 주립 교도소에서 한동안 사용되어 왔다. 연방 교정국은 2005년에 플로리다주 콜먼의 두 교도소와 투손, 인디애나주 테르오트, 웨스트버지니아주 헤이즐턴, 켄터키주 파인노트, 루이지애나주 폴록의 교도소에 이를 추가했다.
"스턴-치명적인" 울타리는 두 개의 울타리로 구성될 수도 있다. 하나는 기존의 펄스 DC 비치명적인 울타리를 형성하는 전선 세트이고, 다른 하나는 (첫 번째와 엇갈리게) 6.6 kV AC 치명적인 울타리를 형성하는 전선 세트로, DC 울타리가 침입자를 감지하면 전기가 흐른다. 또는 단일 AC 또는 펄스 DC 울타리로 구성될 수도 있으며, DC 펄스 에너지, AC/DC 울타리 전압 또는 울타리 온-오프 듀티 사이클을 변경하여 "안전", "위험" 또는 "치명적인" 모드로 작동할 수 있다.

#### 치명적인 울타리
잠재적으로 치명적인 전류를 전달하도록 설계된 전기 울타리는 대인 목적으로 사용될 수 있다.
1915년 제1차 세계 대전 중 독일 점령군인 벨기에군은 팔스에서 스헬더강까지 이어지는 300 km 길이의 전기 울타리로 중립국인 네덜란드와의 국경을 폐쇄했다. 독일은 또한 스위스로부터 13개의 알자스 마을을 격리하기 위해 유사한 울타리를 세웠다.

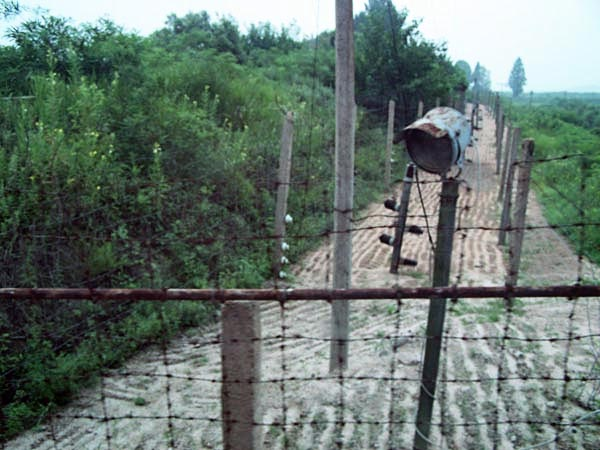
전기 철조망은 DMZ에서 조선민주주의인민공화국과 대한민국을 분리하는 데 사용된다.

전기 철조망은 제2차 세계 대전 중 나치 독일의 강제 수용소를 경비하는 데 사용되었으며, 여기에서는 펄스가 아닌 지속적으로 잠재적으로 치명적인 전압과 전류가 사용되었다. 일부 수감자들은 전기 유자철망을 이용하여 자살했다. 많은 사람들이 마우트하우젠에서 고전압 철조망에 던져져 죽었다. 그중 한 명은 학자 발터 벤야민의 형인 의사이자 반민족사회주의 활동가인 게오르크 벤야민이었다. 게오르크 벤야민의 마우트하우젠 강제 수용소 이송은 사실상 사형 선고와 같았다. 게슈타포의 이송 명령서에는 공산주의자이자 유대인인 그의 귀환이 바람직하지 않다고 명시되어 있었다. 수용소의 사망자 명단에는 사망 원인이 "고전압으로 인한 자살"로 기재되어 있다. 마찬가지로 마우트하우젠 강제 수용소 사령부에서 미망인에게 보낸 메시지에는 "전력선 접촉으로 인한 자살"이라고 언급되어 있는 반면, 사망 증명서에는 "이스라엘 게오르크 벤야민 박사"가 1942년 8월 26일 오전 1시 30분에 사망했다고만 언급되어 있다. 반면 힐데 슈필은 자신의 자서전에서 벤야민이 살해당했다고 썼다. 벤야민의 무덤은 빌머스도르프 발트프리트호프 슈탄스도르프 B IW II-6 구역에 있다. 한 전 나치 수감자는 1947년 8월 13일 독일 다하우에서 열린 미국 군사 재판에서 유대인들이 전기 철조망에 뛰어들어 감전사하도록 강요받았다고 증언했다. 보복이 두려워 신원을 밝히지 않기를 원했던 이 증인은 피고인 중 한 명인 프란츠 코플러가 유대인 다섯 명을 구타하고 철조망에 뛰어들라고 명령하는 것을 보았다고 증언했다. 유대인 두 명은 자신의 운명을 받아들이고 즉시 감전사했지만, 나머지 세 명, 즉 아버지와 두 아들은 주저했다. 아버지는 자신의 생명을 희생하고 아들들의 생명을 살려달라고 간청했지만, 코플러와 몇몇 다른 경비병들은 세 명을 붙잡아 죽음으로 던졌다.
알제리 전쟁 동안 프랑스는 전기가 흐르는 모리스 라인을 건설했다.
양독 국경의 일부는 동독에서 잠재적 탈북자를 막기 위해 3m(10피트) 높이의 전기 철조망으로 둘러싸여 있었다. 마찬가지로 체코슬로바키아 국경은 냉전 시기 체코슬로바키아로부터의 이민을 막기 위해 높은 전기 철조망으로 둘러싸여 있었다.
전기 철조망은 일부 고보안 교도소 및 특정 기타 시설에서 유사한 방식으로 사용된다. 일반적으로 그러한 시설의 양쪽에 비전기 철조망이 건설되거나, 치명적인 전류가 벽 위에 손이 닿지 않는 곳에 설치된다.
조선민주주의인민공화국은 대한민국과의 국경 일부를 봉쇄하기 위해 전기 철조망을 사용한다.

### 기타 용도
매설된 전기 철조망(또는 "보이지 않는 울타리" 또는 "전자 울타리"라고도 함)은 때때로 개나 가축을 가두는 데 사용된다. 매설된 전선은 약한 라디오 신호를 방출하며, 이는 동물이 착용한 목걸이에 의해 감지된다. 목걸이는 전선 근처에서 경고 소리를 내지만, 이를 무시하면 약한 충격을 준다. 사람이나 다른 동물은 매설된 전선의 존재를 알지 못한다. 유사한 시스템에서는 목걸이가 GPS 신호를 사용하여 물리적 설치 없이 미리 정해진 "가상 울타리"에 대한 근접성을 결정한다.

## 간섭 및 원치 않는 영향
잘못 설계되거나 제대로 관리되지 않은 전기 철조망은 충분한 전자파장애를 발생시켜 근처의 전화, 라디오, 텔레비전 수신에 문제를 일으킬 수 있다. 이러한 간섭은 일부 시골 지역의 다이얼업 인터넷 사용자에게 영향을 미쳤다.

## 같이 보기
- 농업용 울타리
- 임시 울타리

## 내용주
1. ↑  간단히 하기 위해, 이 지점부터 "동물"은 텍스트가 "가축"을 지칭하는 경우를 제외하고는 사람과 다른 동물 모두를 지칭하는 데 사용됩니다.